# Lijsten van gotische gebouwen in de Benelux
Dit zijn lijsten van gotische gebouwen in de Benelux. Het betref een (onvolledig) overzicht van de gebouwen die in de gotische stijl zijn gebouwd per huidige province in de Benelux. Vaak zijn de gebouwen niet volledig in gotische stijl gebouwd: in dat geval worden enkel de gegevens van het gotische gedeelte gegeven.

## België
- Lijst van gotische gebouwen in Antwerpen (provincie)
- Lijst van gotische gebouwen in Brussel (Brussels Hoofdstedelijk Gewest)
- Lijst van gotische gebouwen in Henegouwen
- Lijst van gotische gebouwen in Limburg (België)
- Lijst van gotische gebouwen in Luik (provincie)
- Lijst van gotische gebouwen in Oost-Vlaanderen
- Lijst van gotische gebouwen in Vlaams-Brabant
- Lijst van gotische gebouwen in West-Vlaanderen

Waals-Brabant
| Naam              | Functie | Start bouw (jaar)                                   | Voltooid (jaar) | Stijl  | Huidige staat | Oorspronkelijke hoogte (m) | Huidige hoogte (m) | Lengte (m) | Breedte (m) | Stad             | Afbeelding |
| ----------------- | ------- | --------------------------------------------------- | --------------- | ------ | ------------- | -------------------------- | ------------------ | ---------- | ----------- | ---------------- | ---------- |
| Abdij van Villers | Abdij   | Romaans: 1146 Gotisch: 1210-1267 en 14e en 15e eeuw | ?               | Gotiek | Ruïne         | ?                          | 23                 | 94         | ?           | Villers-la-Ville |            |

## Luxemburg
| Naam                    | Functie  | Start bouw (jaar) | Voltooid (jaar) | Stijl  | Huidige staat | Oorspronkelijke hoogte (m) | Huidige hoogte (m) | Lengte (m) | Breedte (m) | Stad       | Afbeelding |
| ----------------------- | -------- | ----------------- | --------------- | ------ | ------------- | -------------------------- | ------------------ | ---------- | ----------- | ---------- | ---------- |
| Stadhuis van Echternach | Stadhuis | ?                 | ?               | Gotiek | Gerestaureerd | ?                          | ?                  | ?          | ?           | Echternach |            |

## Nederland
- Lijst van gotische gebouwen in Drenthe
- Lijst van gotische gebouwen in Flevoland
- Lijst van gotische gebouwen in Friesland
- Lijst van gotische gebouwen in Gelderland
- Lijst van gotische gebouwen in Groningen (provincie)
- Lijst van gotische gebouwen in Limburg (Nederland)
- Lijst van gotische gebouwen in Noord-Brabant
- Lijst van gotische gebouwen in Noord-Holland
- Lijst van gotische gebouwen in Overijssel
- Lijst van gotische gebouwen in Utrecht (provincie)
- Lijst van gotische gebouwen in Zeeland
- Lijst van gotische gebouwen in Zuid-Holland